# Người Cuman

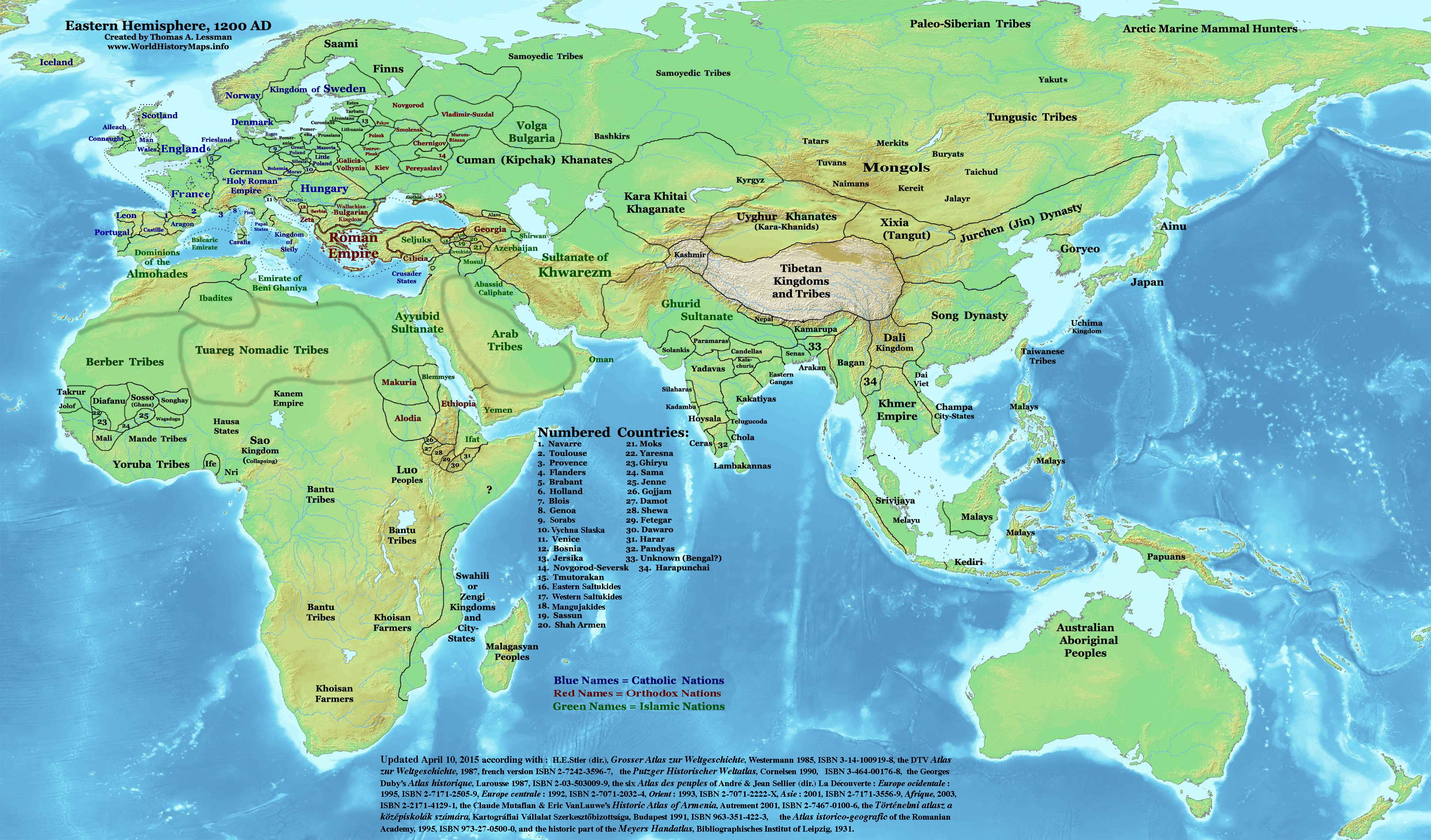
Kipchak (Cuman) trên bản đồ thế giới

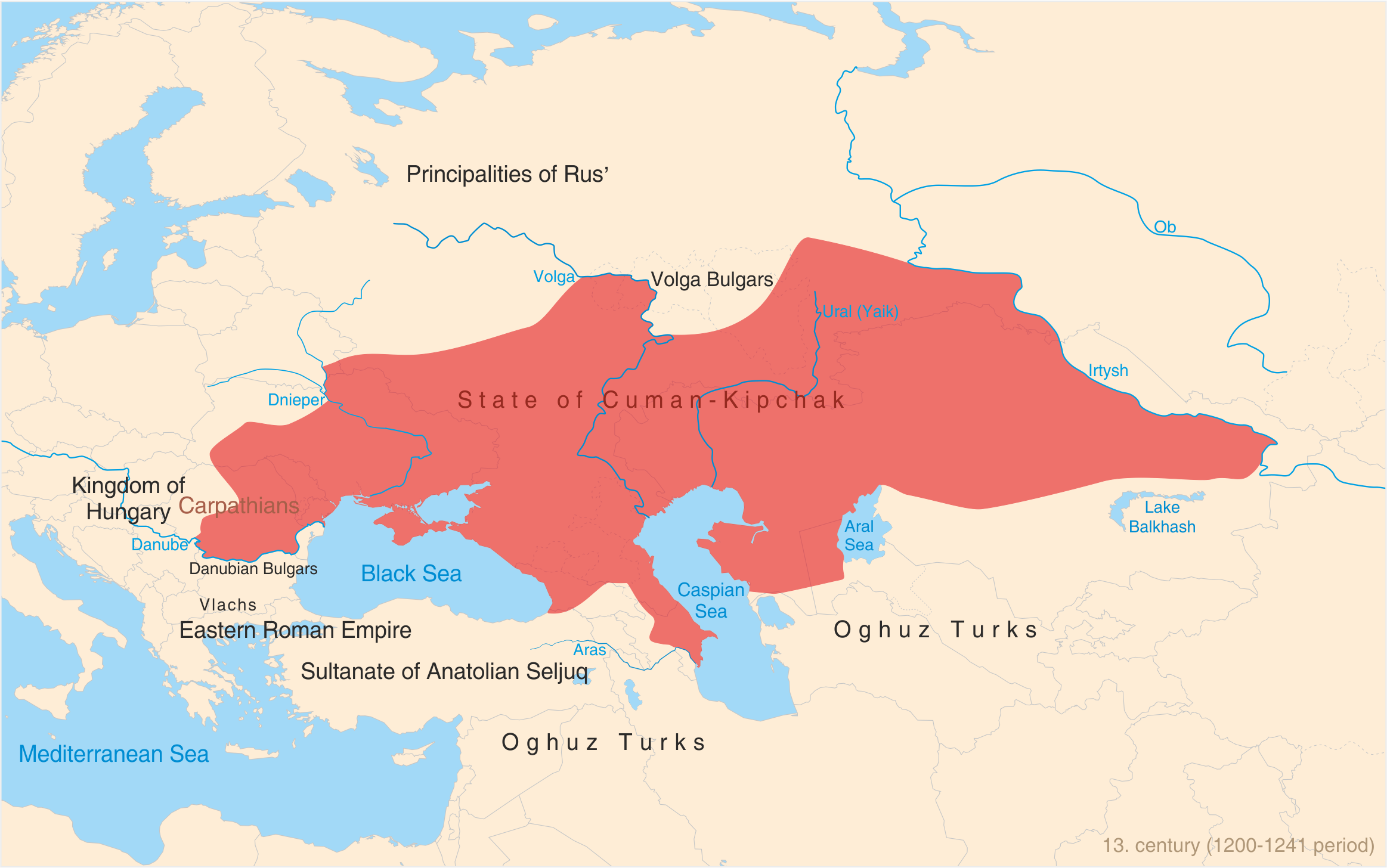
Liên minh Cuman-Kipchak khoảng năm 1200

Người Cuman hay Người Khâm Sát (Ngữ hệ Turk: kuman, tiếng Hungary: kunok, tiếng Hy Lạp: Κο (υ) μάνοι, Ko (u) manoi, tiếng România: cuman, tiếng Nga: Половцы, tiếng Bulgaria: Кумани, tiếng Anh: Cuman, tiếng Trung Quốc: 欽察, tiếng Nhật: クマン人) – là tộc người du mục gốc Turk bao gồm các chi nhánh phía tây biển Đen của Liên minh Cuman-Kipchak. Các cuộc xâm lược của người Mông Cổ (1237) buộc họ phải tìm kiếm sự tị nạn ở Hungary, và sau đó là Bulgaria. Người Cuman cũng đã định cư tại Bulgaria trước cuộc xâm lược của người Mông Cổ.

## Tên gọi và đặc điểm dân tộc
Người Cuman được gọi là Folban và Vallani (tiếng Đức), Kun (Qoun) (tiếng Hungary) và Polovtsy (tiếng Nga) –
tất cả có nghĩa là "tóc vàng", nghĩa là các tên gọi này chỉ diện mạo chứ không phải dân tộc. Riêng tên gọi này trong tiếng Nga còn có các giả thiết là từ Polovtsy xuất phát từ Pol (полъ – nửa kia) ý nói là những người sống ở bên bờ hữu của sông Dnepr, đối diện với bờ tả là Kiev Rus của người Nga. Lại có giả thiết là xuất phát từ cách để gọi dân thảo nguyên (жители поля). Tiếng Trung Quốc thì gọi là người Kipchak, thực ra Kipchak và Cuman là hai quốc gia nhưng có thể đã có những trao đổi văn hóa và hợp nhất ngôn ngữ trong quá trình sống chung.

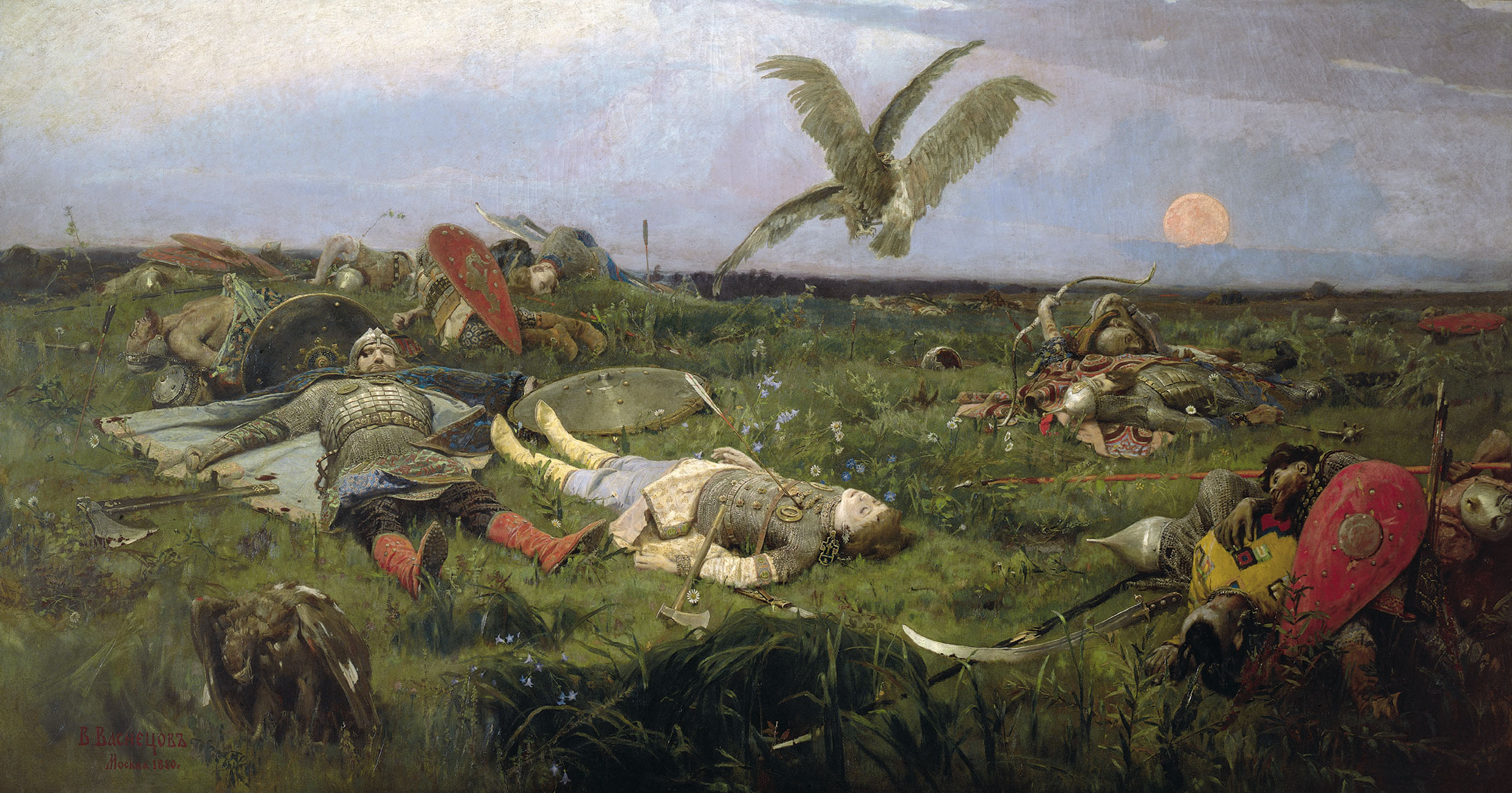
Sau trận đánh giữa người Nga và người Cuman - tranh của Viktor Vasnetsov

Người Cuman là những chiến binh du mục lão luyện từng một thời làm mưa làm gió ở vùng biển Đen và Balkan. Đặc biệt là trong nửa đầu thế kỷ XI, trước cuộc xâm lăng của người Mông Cổ, người Cuman thường xuyên tổ chức các cuộc tấn công chớp nhoáng và hiệu quả vào các vùng đất phía nam của Kiev Rus. Kết quả của những cuộc tấn công như vậy là cướp phá, bắt súc vật và tù binh Nga sau đó bắt làm nô lệ hoặc bán làm nô lệ ở Trung Á. Các công tước của Kiev Rus nhiều lần mở các cuộc tấn công vào người Cuman để phản công và không ít lần chịu thất bại một cách thê thảm. Điều này được phản ánh rõ ràng nhất trong tác phẩm "Câu chuyện về cuộc hành binh Igor" của một tác giả khuyết danh Nga thời Trung Cổ.
Trong thế kỷ XIII, người Cuman bị đội quân của người Mông Cổ đánh bại và sau đó dần dần bị các dân tộc khác đồng hóa hoặc hòa tan vào các cộng đồng của các dân tộc khác.
- Một số tranh ảnh về văn hóa của người Cuman-Kipchak:

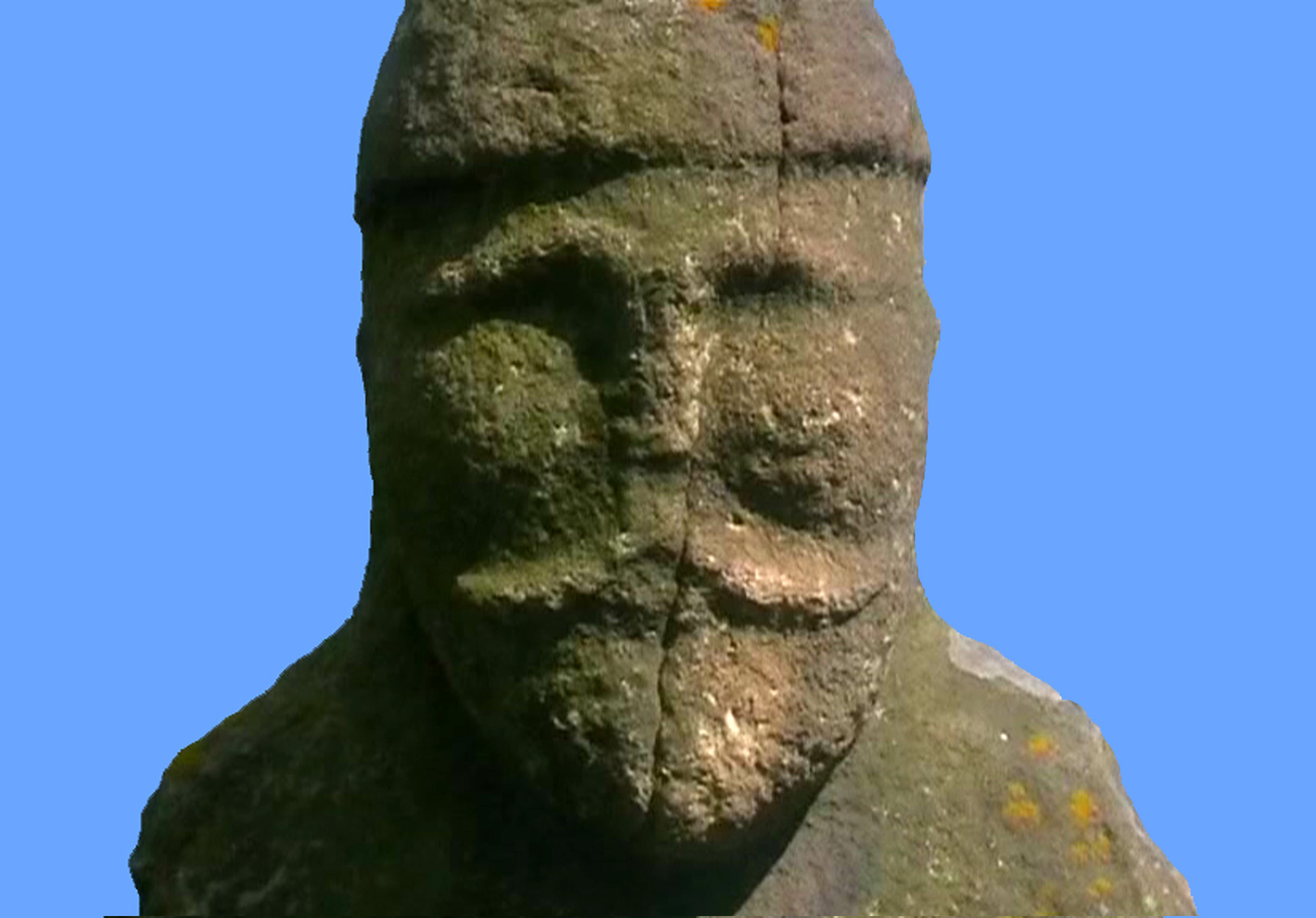
Cuman statue, 12th c., Lugansk
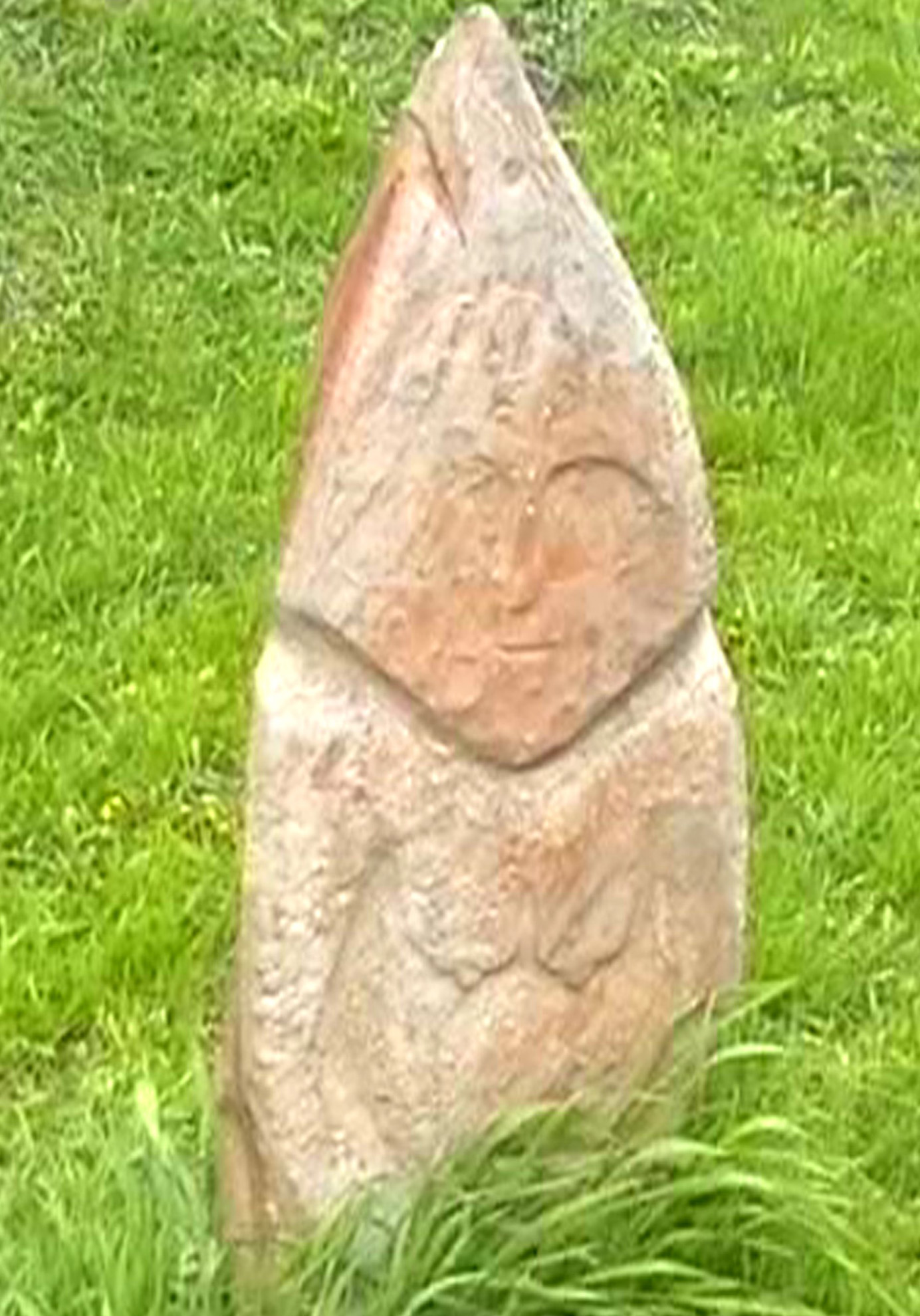
"Baba" 11th c., Lugansk
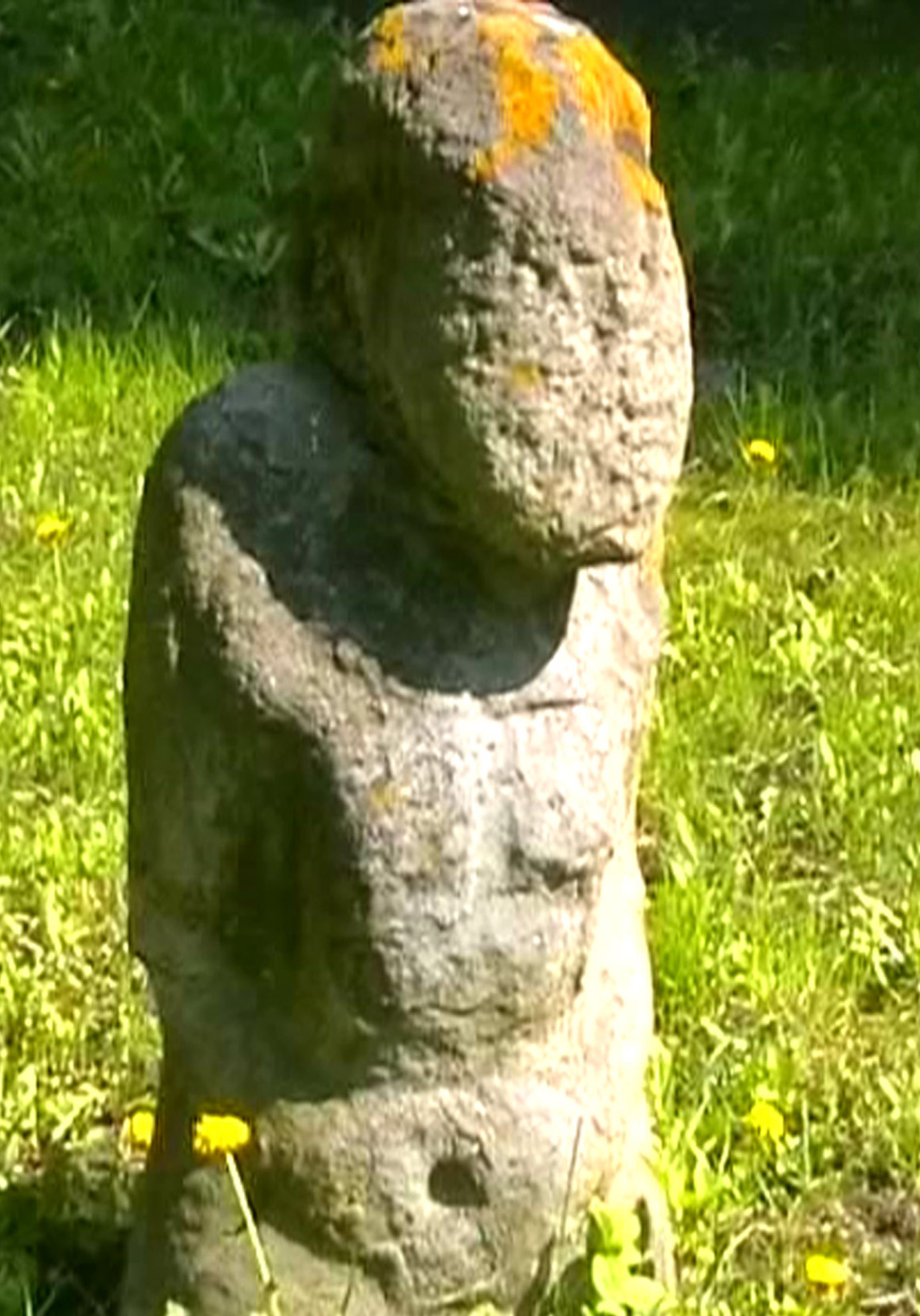
"Baba" 11th c., Lugansk
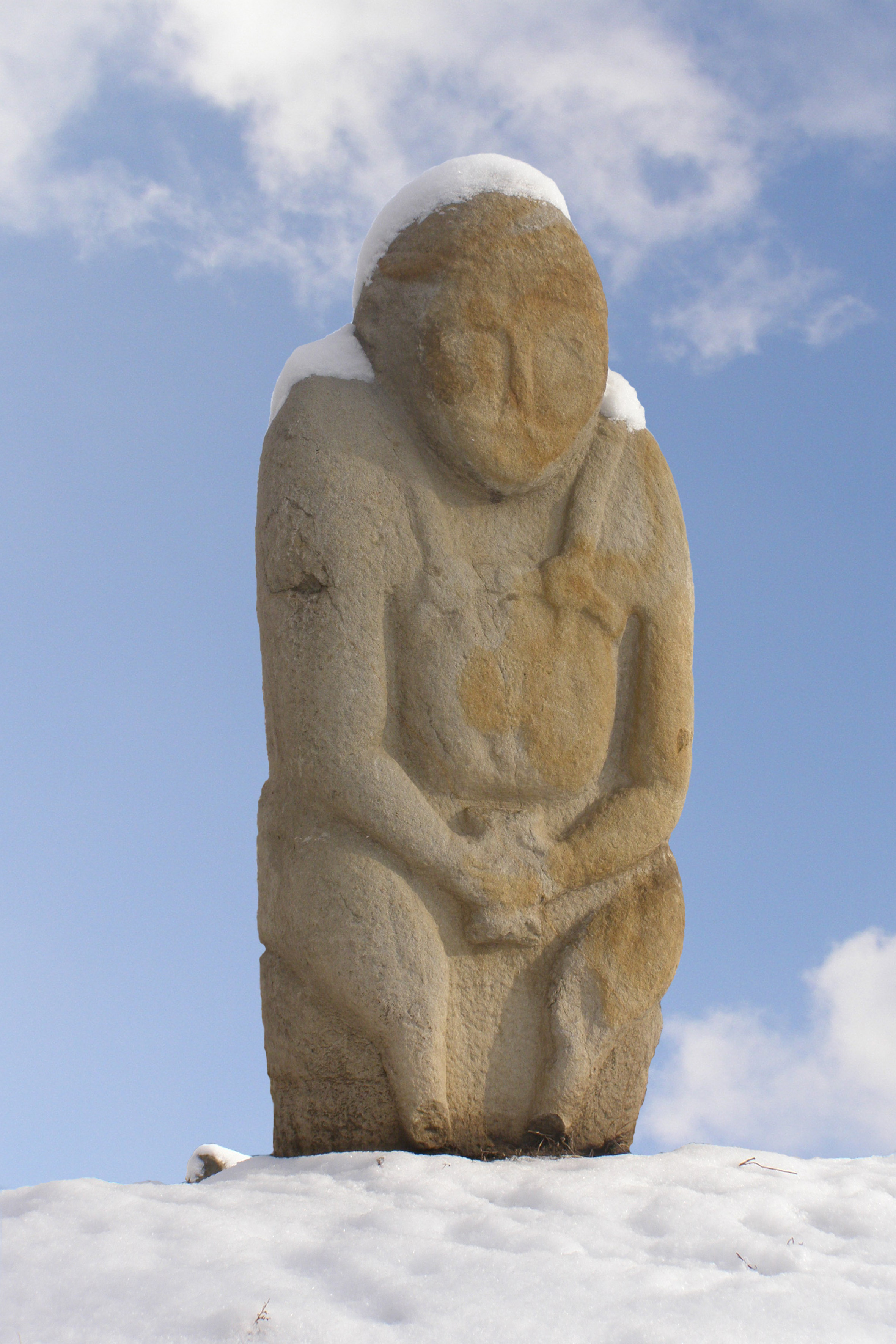
"Baba" 11th c., Lugansk
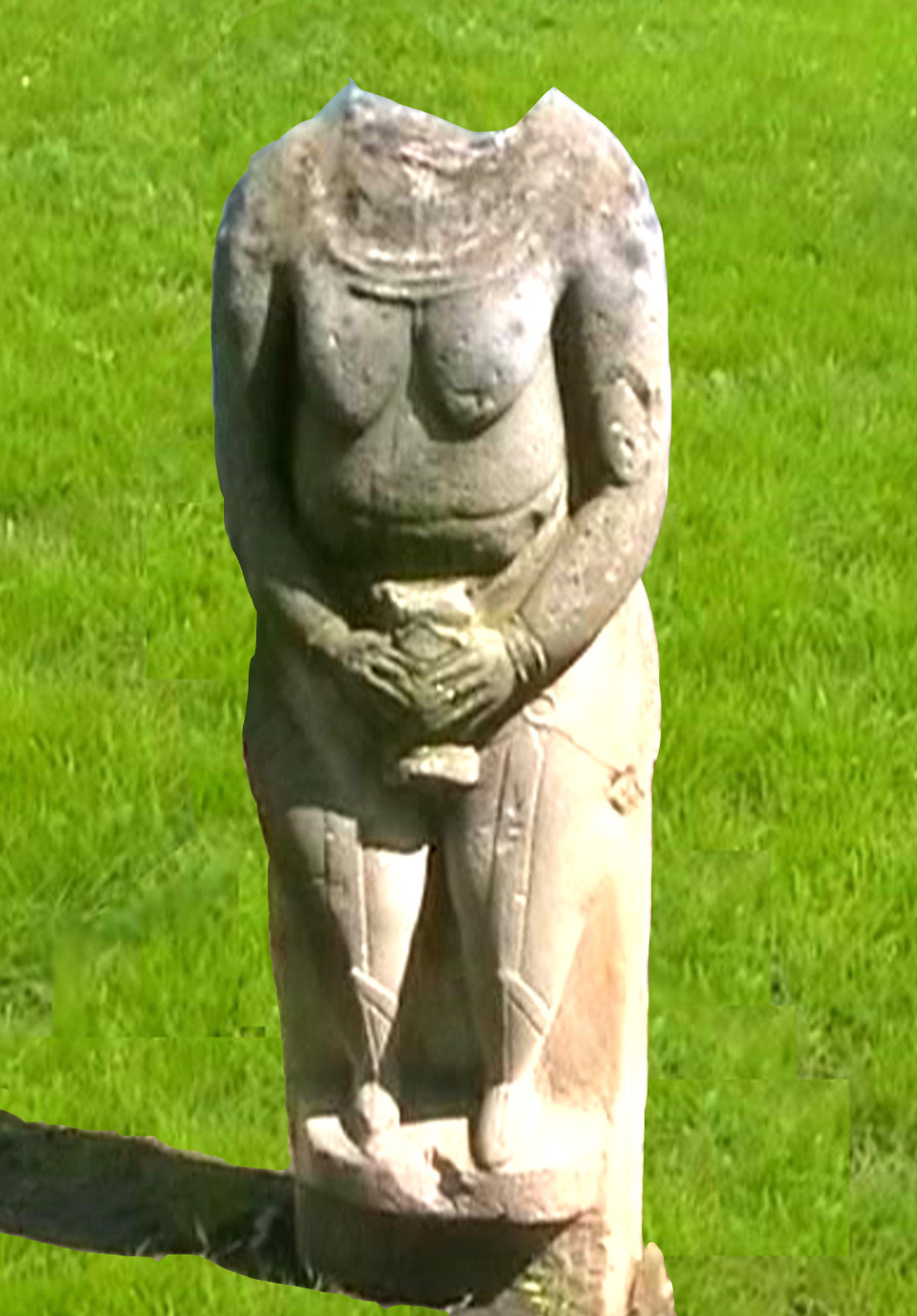
"Baba" 11th c., Lugansk
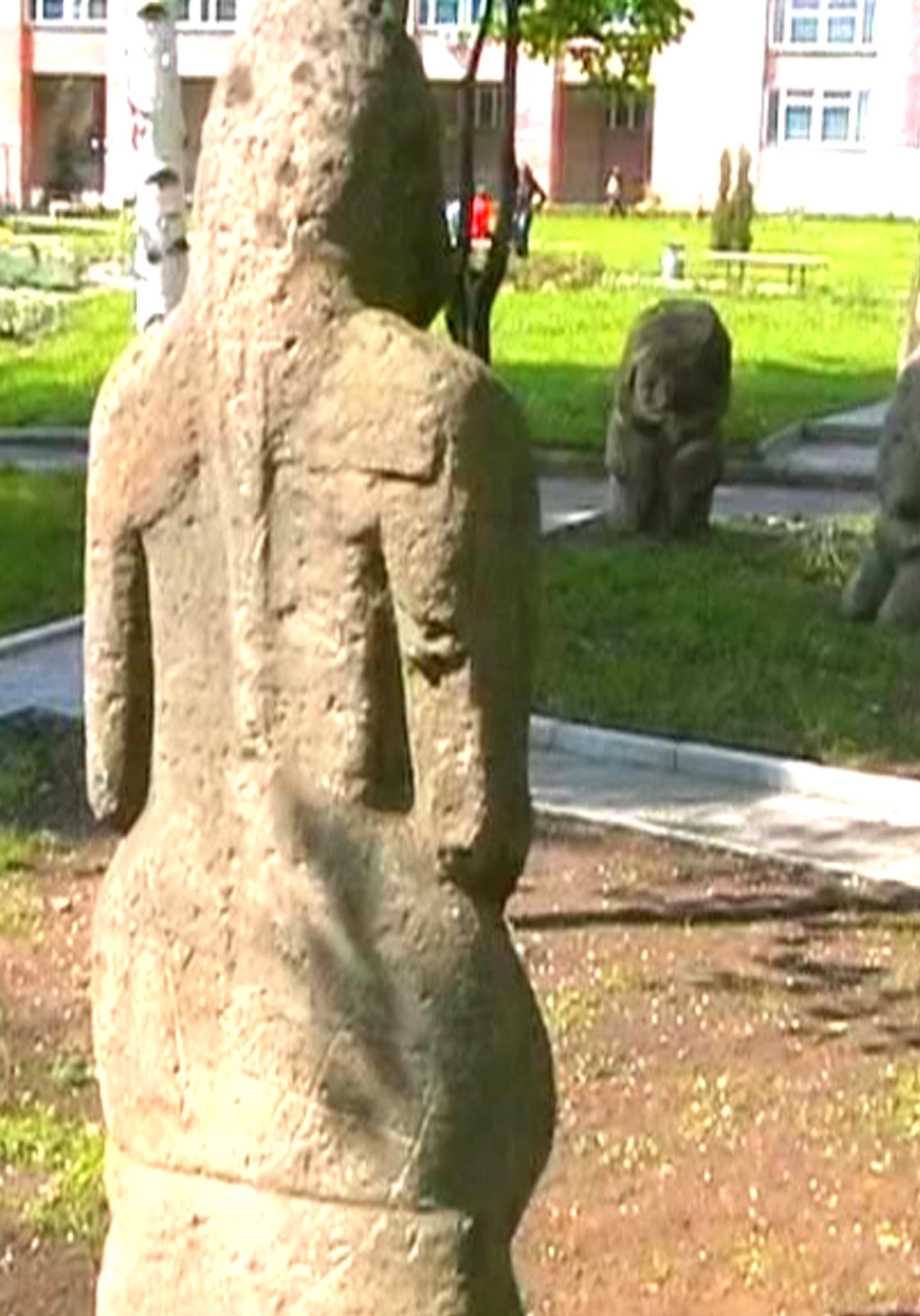
"Baba" 11th c., Lugansk
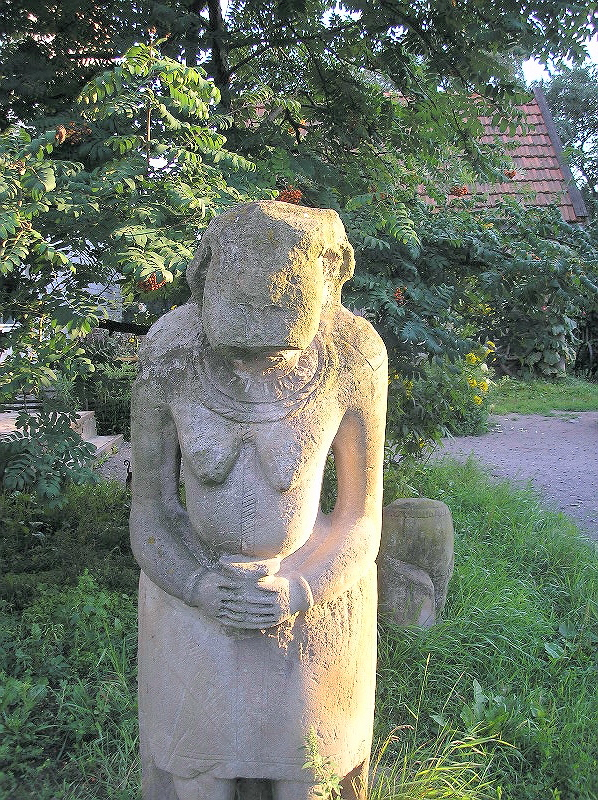
"Baba" at the Open Air Museum, Prelesne
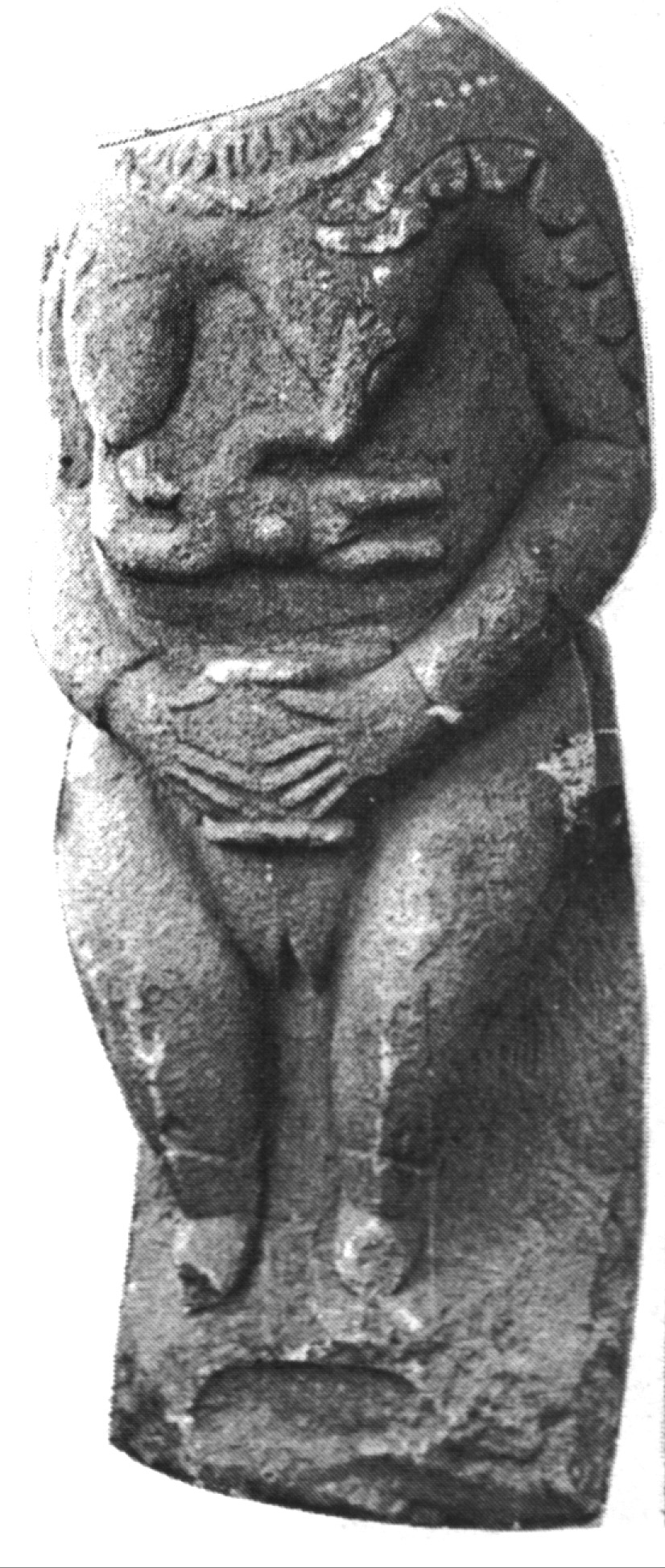
Chormukhinsk Madonna, Lugansk
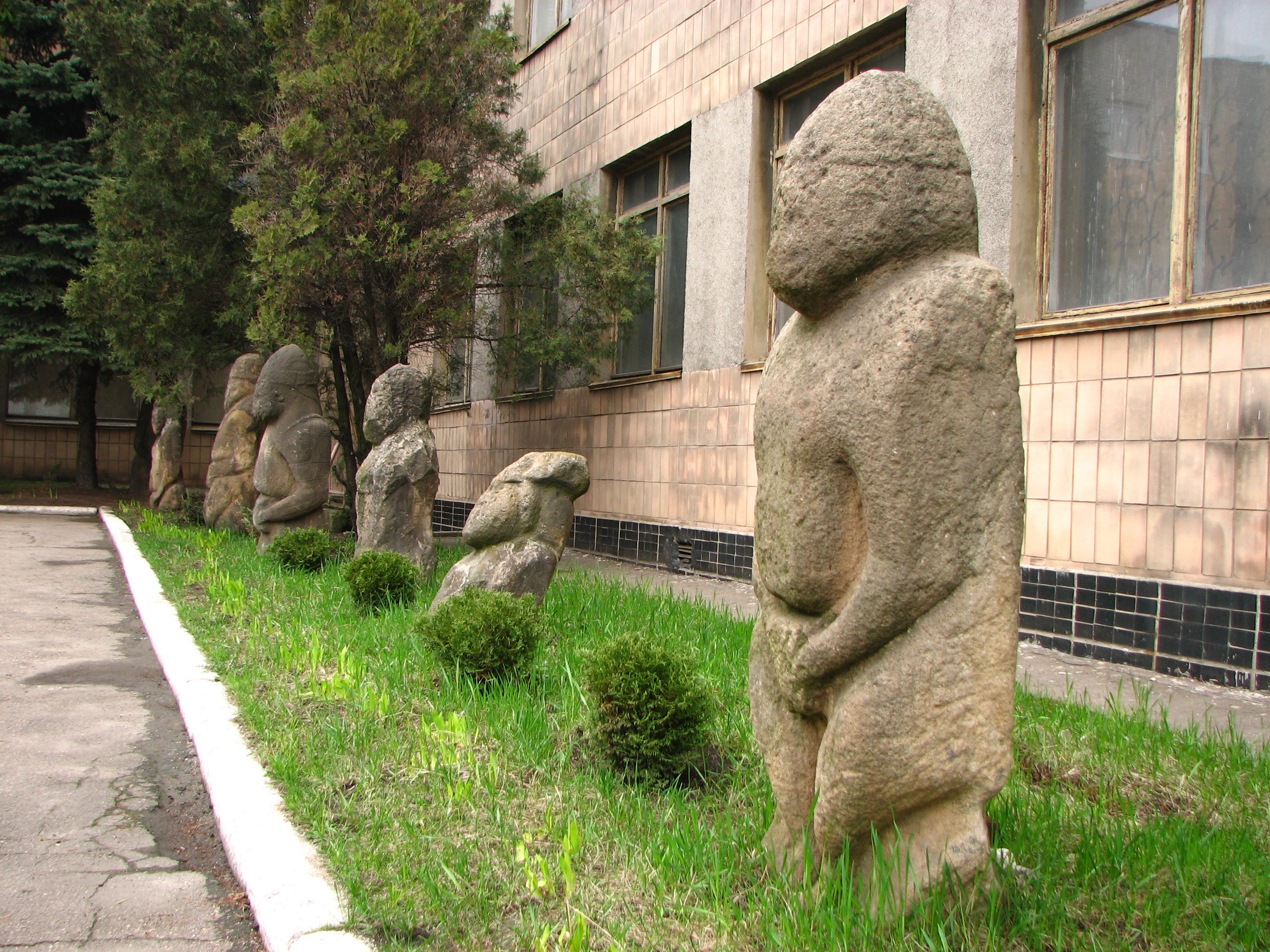
Cuman Stone statue "baba" at Donetsk
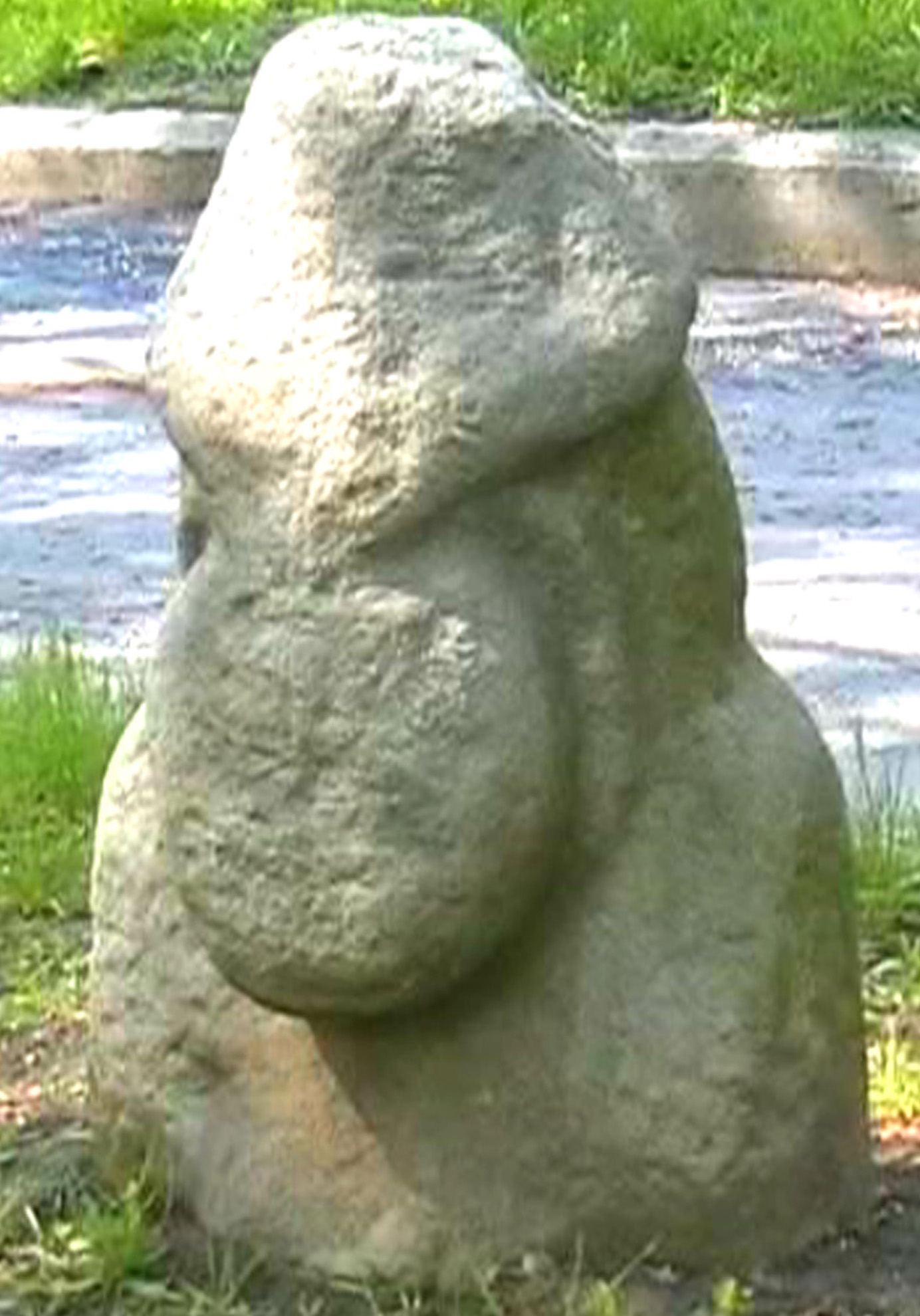
Cuman Stone statue "baba"
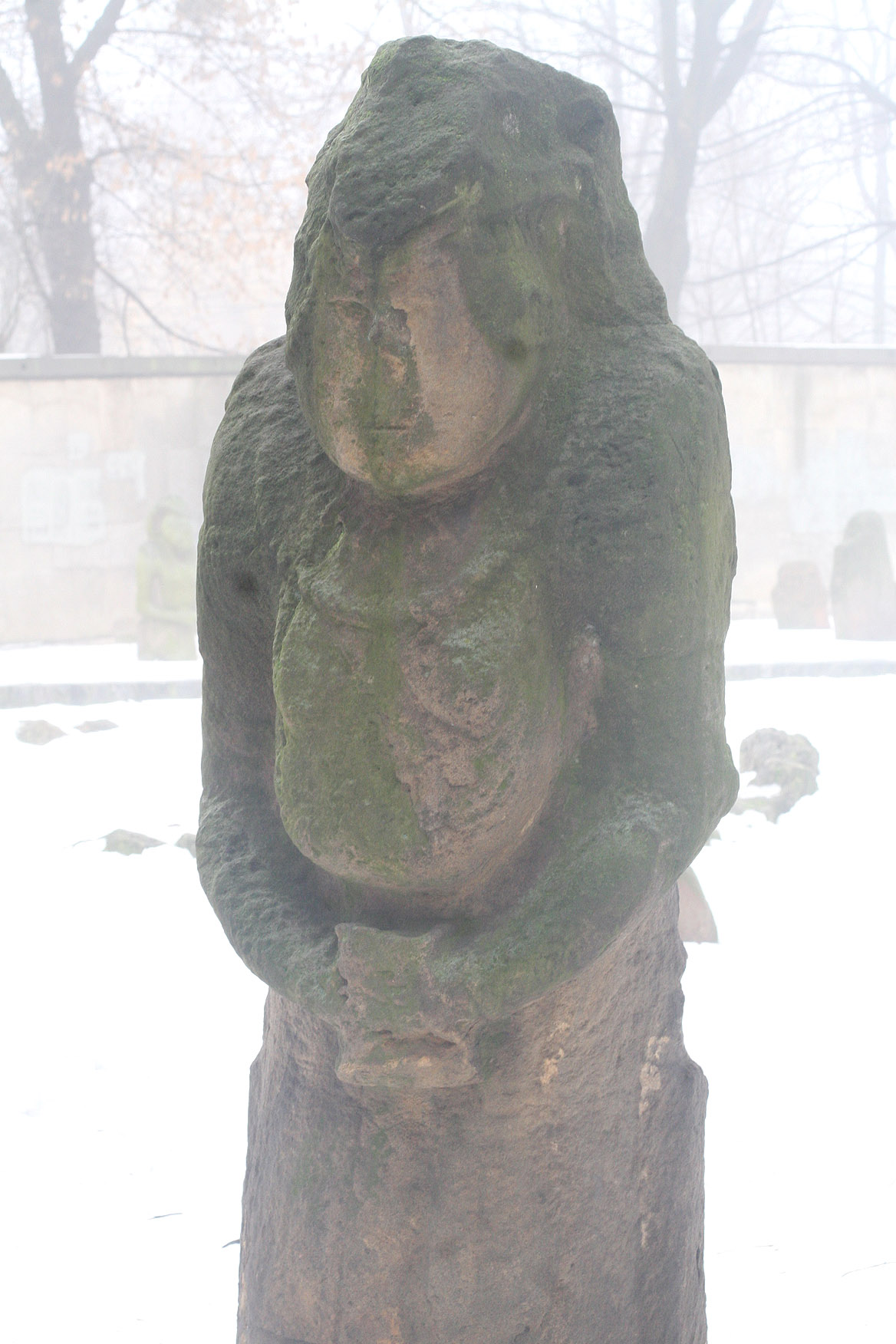
Cuman Stone statue "baba"
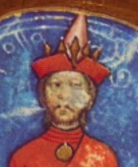
Cuman man, 14th century
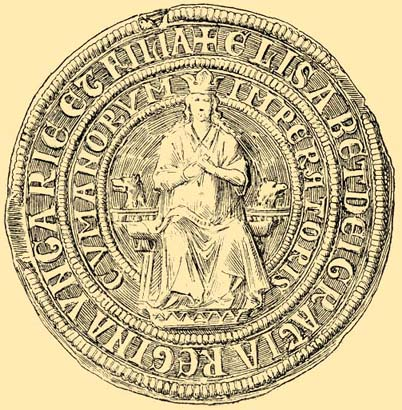
Elizabeth the Cuman medievel seal
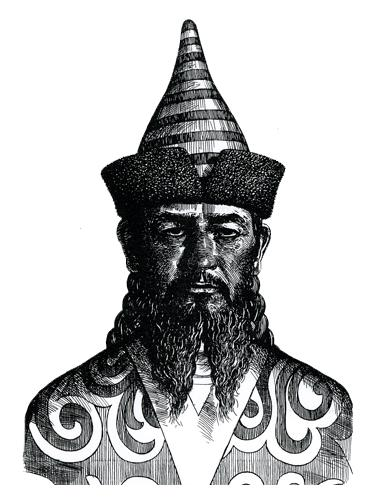
Ladislaus IV of Hungary (the Cuman)
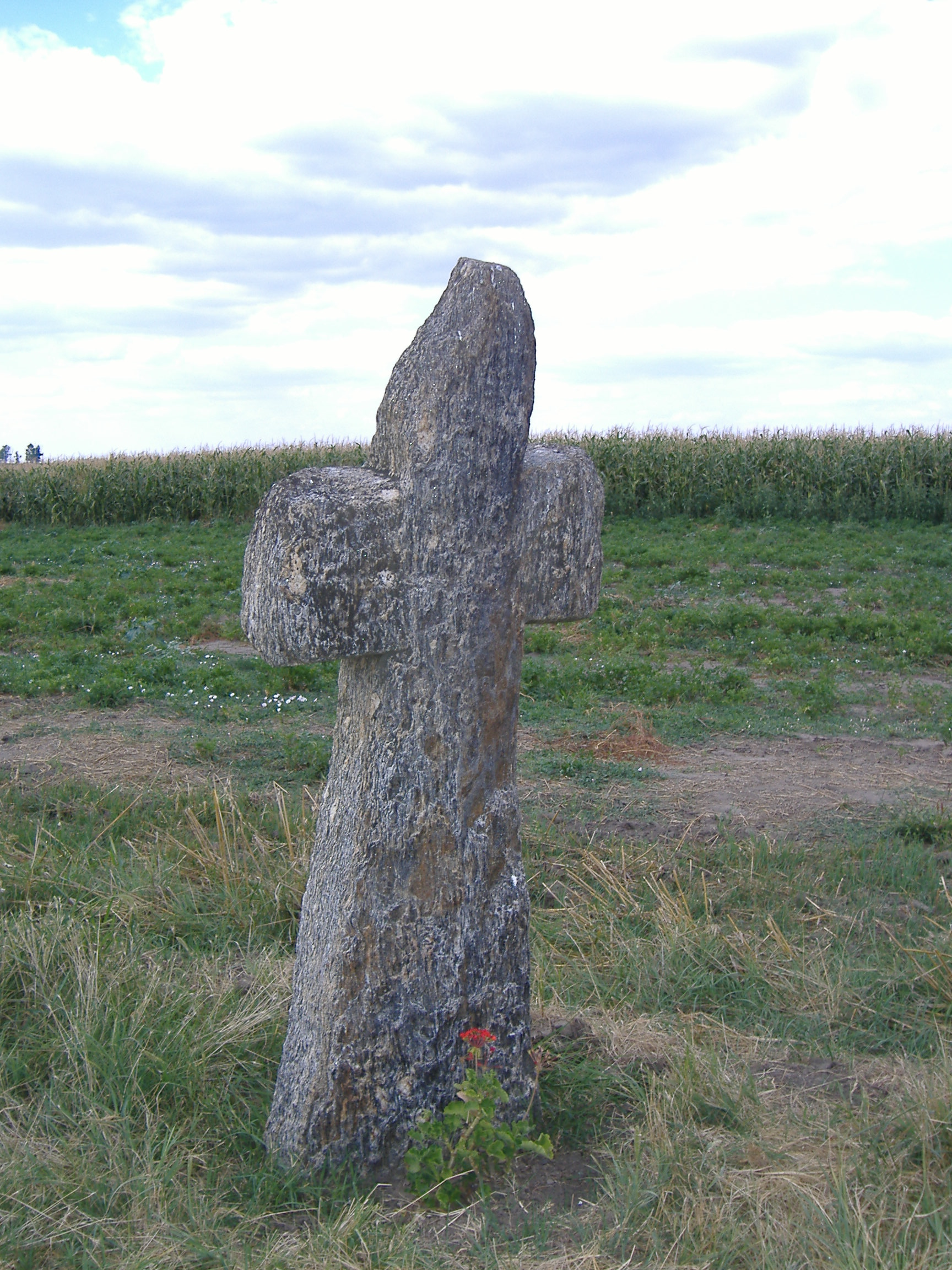
Kunkereszt ("Cuman cross") in Belez, periphery of Magyarcsanád, Hungary.
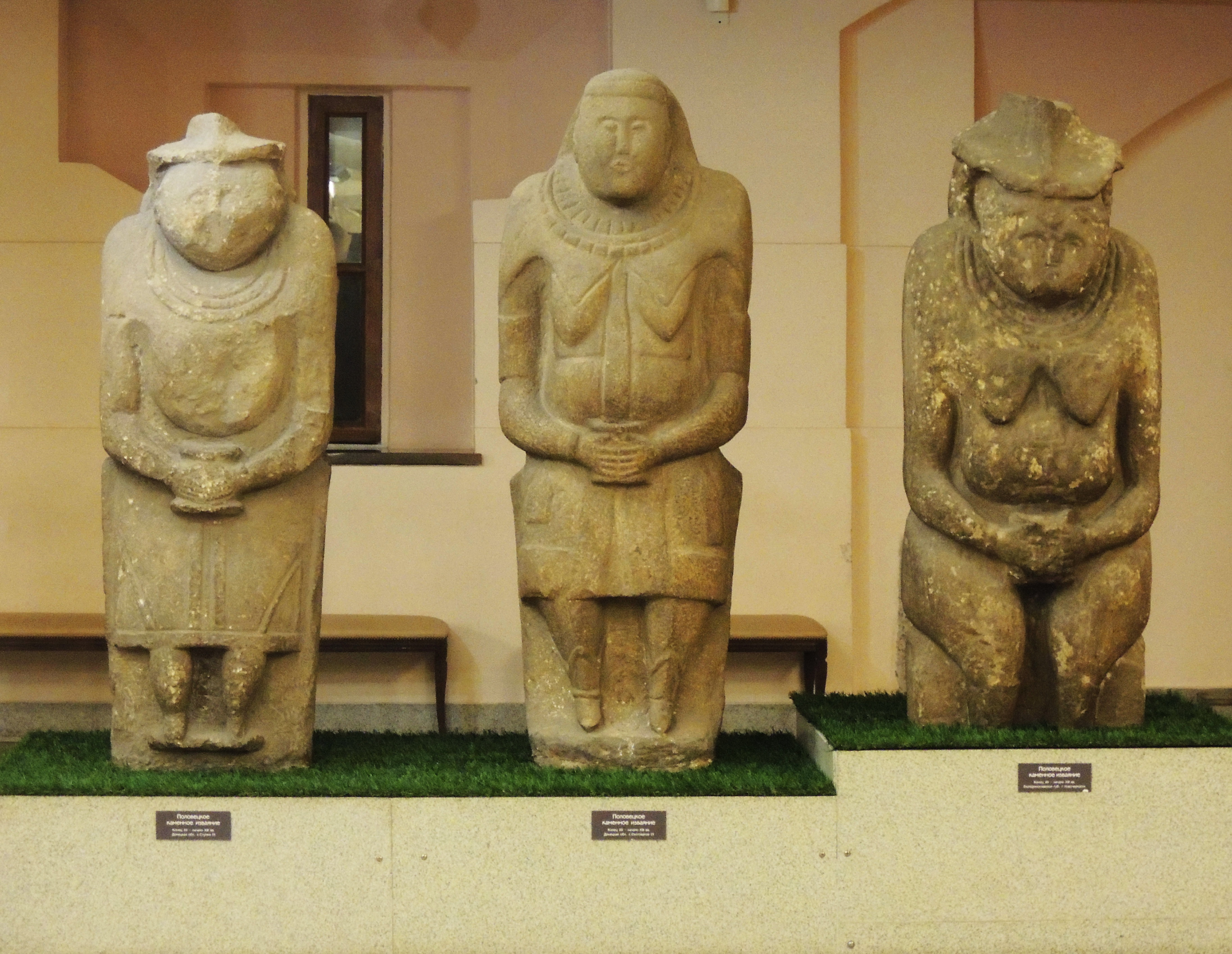
Cuman stone statues "babas"